# 君が見ていた夢を
『君が見ていた夢を（きみがみていたゆめを）』は、「花とゆめ」（白泉社）1990年17号・18号に掲載された、那州雪絵による中編漫画作品。

## 概要
- 当時長期連載中だった『ここはグリーン・ウッド』を中断して執筆・掲載された、前後編100P。
- ジャンルはサイコサスペンスだが、ホラーやオカルトの要素、更に"悪夢"や"他人への憧れ・嫉妬"といった人間模様をテーマにしており、那州いわく「またジャンルの判らないものを描いてしまった」とのこと。
- 雑誌掲載時のタイトルは『君が見ていた夢』で、単行本収録の際に改題された。更に、当初の予定では『月蝕（げっしょく）』と名付けるはずが、同タイトルの漫画が既に存在することがわかり改題されたという、「タイトルが二度変わった」珍しい作品である。
- 本来は単独で単行本になるか、他の中編の併録になる予定だったらしいが、諸々の"深い事情"（単行本コメントより）により、『ここはグリーン・ウッド』9巻の併録となった。結果、『グリーン・ウッド』本編より当作品のほうが単行本ページの半数以上を占めるという珍現象が起きている。
- 現在は「花とゆめコミックス」版の『ここはグリーン・ウッド』が絶版しているため、入手の難しい作品になっている。

## あらすじ
幼い頃、近所にある"おまつり山"の祠を探検していた拓人と淳也。不思議な声に誘われた淳也が祀られていた石に触れた瞬間、ふたりは奇妙な突風に襲われた。泣きながら助けを求める淳也と、彼を助けようとしながらも風に飛ばされ気を失った拓人・・・。
5年前に別の町へ引っ越して行った淳也が、拓人と同じ高校へ入学した。また3人でいたいと願い同じ高校を志望した、拓人の妹・有生。しかし1年後実際に入学してみると、優等生の淳也とそれを嫉妬する拓人の間には深い溝が出来ていた。苛立ちとともに一抹の淋しさも感じる有生。

しかし実際には、歩み寄った拓人が淳也に拒絶された過去があった。更に、ここ最近突然成績低下や奇行が目立つようになって来た淳也。当初それは受験ノイローゼや養父母との関係だと言われていたが、疑問を持った有生と拓人はそれぞれ原因を調べはじめる。そのなかで有生が出会った、淳也と同じ中学校出身だという女生徒・羽倉は、彼が3年前に人殺しをしている、と有生に告げる。
1学期期末テスト最終日、テスト中に淳也が自らの手をシャープペンシルで突く事件が発生する。即座に彼が休養する保健室へ駆け込んだ拓人は、「あの日」襲われた突風に再び攻撃される。即座に、異変の鍵が"おまつり山"にあることに気が付いた彼はひとり"おまつり山"へと向かい、祠の真実を知る。

一方、淳也と一緒に救急車へ乗り込み病院へ同行した有生は、淳也が発した「鬼が・・・」の言葉が気になり、帰宅後羽倉から詳しい話を聞こうと連絡を取る。学校で落ち合うことを約束したふたりだったが、学校へ向かう途中、謎の突風に巻き上げられ墜落死する羽倉。
同じ頃拓人は自宅で、淳也の養母から電話で真実を聞かされる。3年前、不可解な事故で死んだ淳也の『弟』の存在、そして淳也に只ならぬ力があることに感づき彼を遠ざけた養父母・・・。母から有生の行先を聞いた拓人は、ふたりを守る為、学校へと急ぐ・・・。

## 登場人物
矢萩 有生（やはぎ うみ）
高校1年生。拓人の妹だが、親同士が再婚している為血は繋がっていない。
6歳のとき、初めて拓人と会った日に淳也とも出会い、ふたりの仲の良さが羨ましくてずっと「男の子になりたかった」少女。それだけに、疎遠になった拓人と淳也にもどかしい思いを感じずにいられない。
淳也の様子がおかしいと訊き、独自に彼とコンタクトを取ったり情報を集めているうちに、羽倉の存在を知る。「何もしない（と思っている）」拓人に代わって、淳也の力になりたいと思っている。
矢萩 拓人（やはぎ たくと）
高校2年生。有生の血の繋がらない兄で、淳也の幼なじみ。幼い頃は3人のなかで一番強く、いつも淳也を守る一方、有生を「女だから」と邪険に扱っていた節があった。
高校入学当初、淳也の存在に気が付いた彼は素直に再会を喜ぶが、淳也に拒絶された過去がある。それ以来彼とは距離をとってきたが、シャーペン事件をきっかけに"おまつり山"での事件のことを思い出し、ひとりで『風』の正体を調べに行く。
三崎 淳也（みつさき じゅんや）
高校2年生。実家は開業医で、6年前にこの土地から引っ越して行ったが、現在はマンションでひとり暮らしをしながら高校に通う。実は三崎家の養子で、長いこと子供が出来なかった養父母が諦めて孤児の淳也を引き取った過去がある。
幼い頃はひ弱で優しくいつも拓人の後ろに隠れているような少年だったが、現在は文武両道で女子にも人気が高いが冷徹な人間に変わってしまっている。"ある者"に抵抗するうちどんどん衰弱し、脛に爪が鱗のように生える夢を見てマンションを破壊したり、入院先の病院で鬼に身体を乗っ取られる夢を見た直後に姿を消した。
羽倉 真由美（はくら まゆみ）
高校1年生。ある事ない事噂にして喋り散らす胡散臭い女子生徒として、校内でも疎んじられている存在。
自宅の引越しの関係で中学2年まで淳也と同じ学校に通っており、「3年前の事件」を親族以外で唯一知っている。それを知った"ある者"の手により、有生と会うため外出した際に謎の突風に巻き上げられ、墜落死。
拓人と有生の母
正確には有生の実母だが、ふたりを分け隔てなく育てている。1年前、有生とともに淳也の帰還に喜んだひとりだが、彼の異変に陰ながら心配をしている。
淳也の養母
淳也の入院の報とともに矢萩家へ電話をかけてきて、「3年前の事件」こと、諦めていた実子を授かった直後に有り得ない高さから赤ん坊が転落死した出来事を拓人にすべて話す。
事件以来、淳也の"気味悪さ"に気付き疎んじるようになった節があるが、それを拓人に見抜かれたうえ一喝される。

## "おまつり山"
- 宅地のなかにある小さな山。正確な地名は「笛鳴町風祀（ふえなりちょう かぜまつり）」だが、地元では皆"おまつり山"と呼び本来の地名を知らないことが多い。
- 拓人と淳也が子供の頃山頂にあるお堂で火事があり、立ち入り禁止になる前の晩にふたりは「探検」と称してお堂の裏手の祠へ行った（有生は連れて行って貰えなかった）。そこで起きた奇妙な体験を、拓人はずっと夢だと思い込み忘れていた。
- 現在は既に山は潰され巨大なマンションが建っている。マンションの名は『パークハイツ風祀』。
- 拓人が調べた地元の資料によると、応永の頃笛鳴村に住んでいた娘の身体を鬼が乗っ取り、強風を呼んで村に災害を与えた歴史があるらしい。その鬼は旅の僧によって封じられ、祠に祀られたという。

## ラストシーンの評価
- 物語はラスト直前のクライマックスシーンまで、綿密に主役3人や周囲の人間の心理を描いているが、ラストシーンまで描かれない不可解な点が幾つかあり、読者のなかでも様々な受け取り方が存在する。
  - 淳也の生死
  - 淳也から離れた"鬼"の行き先
  - "鬼"の目的　等
- これらは「明らかなページ数の不足」とは考えにくく、ラストシーンでは唐突に、非常に穏やかな矢萩兄妹が語らうシーンで終わっている。余りの穏やかさに、特に「淳也の生死」については意見が分かれる。
- これらの点について単行本収録の際、那州本人からの補足説明は一切無かった。